# Faculdade de Agricultura e Ciências da Vida da Universidade Cornell

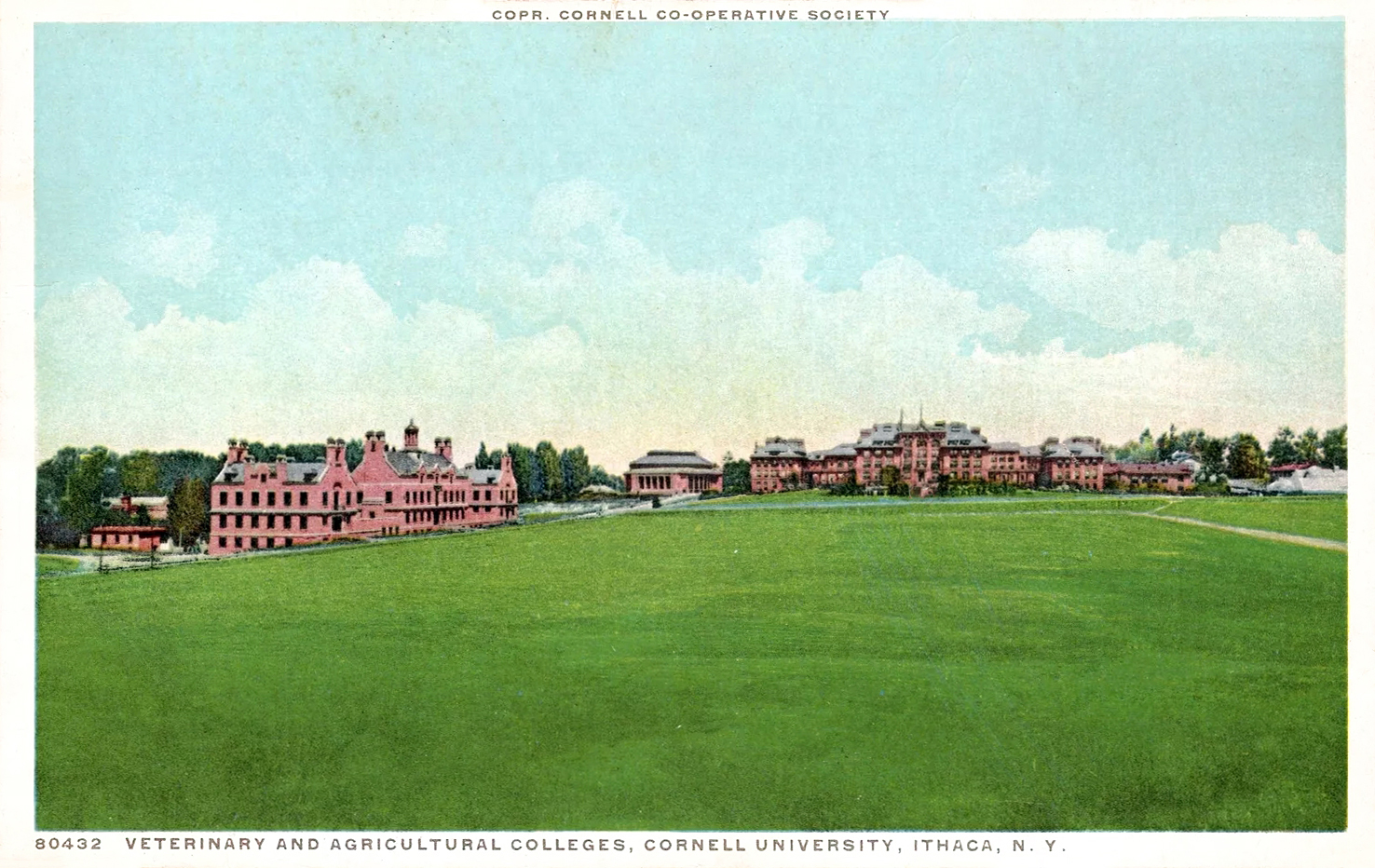
Vista histórica da Faculdade de Agricultura e Ciências da Vida da Universidade Cornell, capturada em uma impressão fotomecânica (cartão postal) por volta de 1918. A imagem mostra os edifícios do campus, incluindo os Halls Roberts, East Roberts e Stone, e reflete o desenvolvimento e a importância da instituição no campo da educação agrícola e ciências da vida.

A Faculdade de Agricultura e Ciências da Vida da Universidade Cornell (em inglês: Cornell University College of Agriculture and Life Sciences), abreviada como CALS ou Ag School, é uma das faculdades da Universidade Cornell, uma instituição privada localizada em Ithaca, Nova Iorque. Com cerca de 1 000 alunos de graduação matriculados, é a terceira maior faculdade de seu tipo nos Estados Unidos. É a única escola de agricultura da Ivy League.
A geneticista Barbara McClintock, formada pela faculdade, recebeu o Prêmio Nobel de Fisiologia ou Medicina em 1983.